# 1803 en droit
Cet article présente les faits marquants de l'année 1803 en droit.

## Événements

### Février
- 19 février, République helvétique : l'Acte de médiation pris par Napoléon Bonaparte met fin à la République helvétique[1] ,[2]. Il permet la création de la Suisse actuelle.

### Avril
- 30 avril : signature du traité cédant la Louisiane française aux États-Unis d'Amérique. Le traité est signé à Paris d'une part par les Américains Robert Livingston et James Monroe et d'autre part par les Français François Barbé-Marbois et Michael Ryan Toussaint. Le président américain, Thomas Jefferson, l'annoncera officiellement le 4 juillet (Independence day). Le traité sera ratifié le 20 octobre par les parlementaires américains, qui autoriseront le Président à y organiser un gouvernement militaire provisoire à partir du 31 octobre.